# Borussia-Park
O Borussia-Park é um estádio localizado em Mönchengladbach, Alemanha. É a casa do time de futebol Borussia Mönchengladbach.
Inaugurado em julho de 2004 para substituir o estádio Bökelbergstadion, o Borussia-Park tem capacidade para 54.057 torcedores nos jogos na Bundesliga e 46.249 para jogos internacionais. A construção do estádio custou 85 milhões de euros.
Recebeu dois amistosos da Seleção Alemã de Futebol: um empate em 2 a 2 contra a Rússia, em 2005, e uma vitória por 3 a 0 contra a Colômbia, em 2006. Apesar da capacidade, acabou não sendo escolhido para ser uma das sedes da Copa do Mundo de 2006.